# Світоч (фабрика)

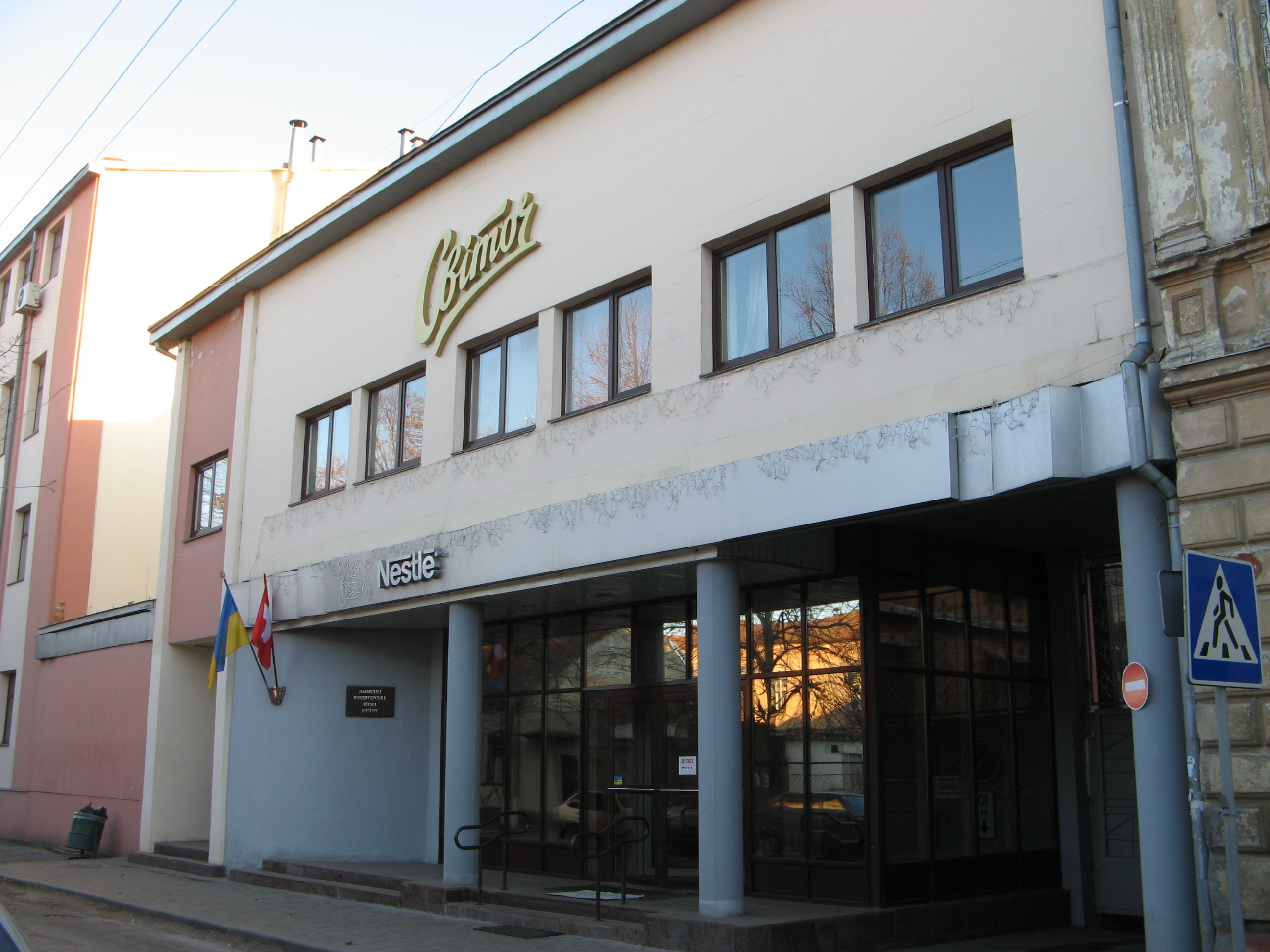
Прохідна на вулиці Ткацькій, 10

Сві́точ (1882 Бранка, травень‒серпень 1962: Червона троянда) — кондитерська фабрика у Львові (ПАТ «Львівська кондитерська фабрика „Світоч“»), контрольним пакетом акцій якої володіє швейцарська корпорація «Nestlé».

## Історія
Історія сягає 19 ст., коли у Львові створено невеликі кондитерські фабрики (цукерні), зокрема кондитерську швейцарського майстра Д. Андреоллі, а 1882 у хроніках міста вперше згадано про цукерню М. Брандштадтера («Бранка») – на місці дочірнього підприємства «Світоч-1» (вул. Шептицьких, № 26). 1904 засновано Товариство цукерників для Галичини і Буковини, 1910 – ф-ку цукерок і шоколаду «Газет» (на перетині вул. Заводська і Ткацька). Відтоді Львів вважали другою світовою столицею шоколаду після Берна. 1924 К. Авдикович-Глинська та Андрей Шептицький заснували одну з перших укр. ф-к солодощів у Галичині «Фортуна Нова». З приходом більшовиків підприємства були націоналізовані, і на їх базі створ. ф-ки ім. Кірова та «Більшовик». 1950 проведено спеціалізацію кондитер. підприємств: ф-ка ім. Кірова стала випускати лише шоколадні вироби, цукерки, вафлі; ф-ка «Більшовик» – карамель і борошн. кондитер. вироби. З метою концентрації виробництва 1962 на базі цих підприємств, а також Чортків. кондитер. ф-ки (Терноп. обл.) утвор. ф-ку «Червона троянда». Того ж року її перейм. на «Світоч» (свою історію підприємство однак виводить від 1882).
10 травня 1962 з метою концентрації виробництва Львівський Раднаргосп ухвалив рішення, згідно з яким Чортківська кондитерська фабрика, Кондитерська фабрика «Більшовик» та Кондитерська фабрика імені Кірова об'єдналися у виробничу фірму «Червона Троянда». 3 серпня того ж року Раднаргосп перейменував «Червону Троянду» на «Світоч». В перші роки існування об'єднаного підприємства йшло оновлення технічного устаткування та розширення асортименту продукції. За перші 5 років існування обсяг випущеної продукції зріс на 50%.
У 1967, у вигляді експерименту, фірмі дозволили перейти на нову систему планування та економічного стимулювання. З держбюджету було виділено 2,6 млн карбованців, за які було зведено новий 5-поверховий корпус, де 1969 року відкрили карамельне та цукерково-шоколадне виробництва.
У 1998 Nestlé S.A. придбала пакет акцій ЗАТ «Львівська кондитерська фабрика ''Світоч''», підприємство увійшло до групи компаній світового лідера з виробництва продуктів харчування.
У другій половині 2007 «Світоч» вирішили реорганізувати із ЗАТ в ТзОВ.
Наприкінці 2009 року на фабриці була введена в експлуатацію нова лінія з виробництва кавових стіків Nescafe. Це ознаменувало перехід «Світоча» на якісно новий рівень: від місцевої кондитерської фабрики до регіонального виробничого центру Nestlé у таких напрямах бізнесу як кондитерське виробництво та кава.
Станом на 2012 рік загальна сума інвестицій у виробництво склала 235 млн грн. У 2010 році частка Nestle на українському ринку солодощів займала 9%, у 2011 році — 10%, а в 2012 — 11,2%.
2012 «Світоч» відновив випуск шоколадно-вафельних цукерок «Гулівер» та запропонував новинки — вафлі «Артек» у нових смакових варіаціях та шоколадні плитки з горіхами і родзинками.
2012 «Світоч» відсвяткував подвійний ювілей — 130-річчя заснування виробництва та 50-річчя бренду «Світоч».
У 2012 "Світоч" продав кондитерських виробів на 850 млн. грн.
За словами Геннадія Радченка, директора з корпоративних питань Nestle в Україні та Молдові, на початок 2013 року «Світоч» виготовляє продукцію винятково для українського ринку. Львівські солодощі експортують лише у Молдову.
На початок 2015 року — сучасне, високотехнологічне, науково містке підприємство, що розвивається. Діють лінії з виробництва вафель, шоколадних плиток та цукерок, принципово нове автоматизоване виробництво з підготовки шоколадних мас.